# دانکی کونگ (شخصیت)
دانکی کونگ با کوته‌نوشت دی‌کی (به انگلیسی: Donkey Kong; DK) شخصیت داستانی گوریل-مانندی از مجموعه مجموعهٔ بازی ویدیویی‌های دانکی کونگ و ماریو می‌باشد که که توسط شیگرو میاموتو خلق شده‌است.